# Draft de la NBA de 1974
El Draft de la NBA de 1974 fue el vigesimoctavo draft de la National Basketball Association (NBA). El draft se celebró el 28 de mayo de 1974 antes del comienzo de la temporada 1974-75.
En este draft, dieciocho equipos de la NBA seleccionaron a jugadores amateurs del baloncesto universitario y otros jugadores elegibles, incluidos internacionales. Los jugadores que hubiesen terminado el periplo universitario de cuatro años estaban disponibles para ser seleccionados. Si un jugador abandonaba antes la universidad, no podía ser escogido en el draft hasta que su clase se graduase. Antes del draft, veinte jugadores que no habían terminado los cuatro años universitarios fueron declarados elegibles para ser seleccionados bajo la regla de "necesidad". Estos jugadores demostraron sus necesidades financieras a la liga, que les concedió el derecho a comenzar sus carreras profesionales antes de lo permitido.
Las dos primeras elecciones del draft correspondieron a los equipos que finalizaron en la última posición en cada división, con el orden determinado por un lanzamiento de moneda. Portland Trail Blazers ganó el primer puesto del draft, mientras que Philadelphia 76ers fue premiado con la segunda elección. Los demás equipos seleccionaron en orden inverso al registro de victiorias-derrotas en la temporada anterior. Antes del draft, Capital Bullets fue renombrado a Washington Bullets. Una franquicia en expansión, New Orleans Jazz, participó por primera vez en el Draft de la NBA y se le asignó la novena elección de cada ronda. El draft consistió de diez rondas y 178 jugadores fueron seleccionados.

## Selecciones y notas del draft
Bill Walton, de la Universidad de California, Los Ángeles, fue seleccionado en la primera posición del draft por Portland Trail Blazers. Jamaal Wilkes (por entonces conocido como Keith Wilkes), de la Universidad de California, Los Ángeles, ganó el Rookie del Año de la NBA en su primera temporada, y fue seleccionado en la undécima posición por Golden State Warriors. Walton y la cuadragésima elección George Gervin fueron incluidos posteriormente en el Basketball Hall of Fame. Ambos también fueron nombrados uno de los 50 mejores jugadores en la historia de la NBA en 1996. Walton ganó el campeonato de la NBA, junto con el MVP de las Finales de la NBA, con los Blazers en 1977. Años después se volvió a coronar campeón con Boston Celtics en 1986. Durante esa temporada también se hizo con el premio al Mejor Sexto Hombre de la NBA. Otros logros de Walton son un MVP de la Temporada de la NBA en 1978, dos inclusiones en el mejor quinteto de la NBA y cinco participaciones en el All-Star Game de la NBA. Gervin abandonó la universidad en 1972 para jugar al baloncesto profesional en la American Basketball Association (ABA) con Virginia Squires. Posteriormente debutó en la NBA en 1976 tras la fusión de la ABA y la NBA. Durante su carrera fue incluido en el mejor quinteto de la ABA en dos ocasiones, en el mejor quinteto de la NBA en otras siete, participó en tres All-Star Game de la ABA y en nueve All-Star de la NBA.
Jamaal Wilkes ganó cuatro campeonatos de la NBA, uno con Golden State Warriors y tres con Los Angeles Lakers, y fue seleccionado para 3 All-Star Games. Maurice Lucas, la decimocuarta elección, formó parte de un mejor quinteto de la NBA y jugó cuatro All-Star Games. También ganó el campeonato en 1977 con los 76ers. Truck Robinson, la vigesimosegunda elección, y Phil Smith, la vigesimonovena, fueron seleccionados en un mejor quinteto y en dos All-Star Games cada uno. Bobby Jones, la quinta elección, jugó dos temporadas en la ABA antes de debutar en la NBA con Denver Nuggets cuando ambas ligas se fusionaron. Jones logró un campeonato de la NBA con los 76ers en 1983, fue incluido en el mejor quinteto de la ABA en una temporada, en un All-Star de la ABA, en cuatro All-Star de la NBA, en el mejor quinteto defensivo de la NBA en nueve ocasiones y ganó un premio al Mejor Sexto Hombre de la NBA. Otros cinco jugadores de este draft, la sexta elección Scott Wedman, la octava Campy Russell, la duodécima Brian Winters, la vigésimo primera Billy Knight y la vigesimoquinta John Drew, también disputaron al menos un All-Star Game. Dos jugadores de este draft se convirtieron en entrenadores de la NBA: Brian Winters y la cuadragésimoquinta elección Kim Hughes.

## Leyenda
|  | Denota jugador miembro del Basketball Hall of Fame                                                 |
|  | Denota jugador que ha sido seleccionado al menos en un All-Star Game y un Mejor Quinteto de la NBA |
|  | Denota jugador que ha sido seleccionado al menos en un All-Star Game                               |
|  | Denota jugador que nunca ha jugado en la NBA                                                       |

## Draft

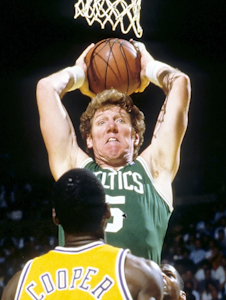
Bill Walton, la 1.ª elección.

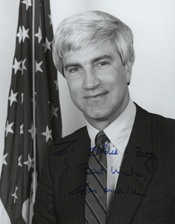
Tom McMillen, la 9.ª elección.

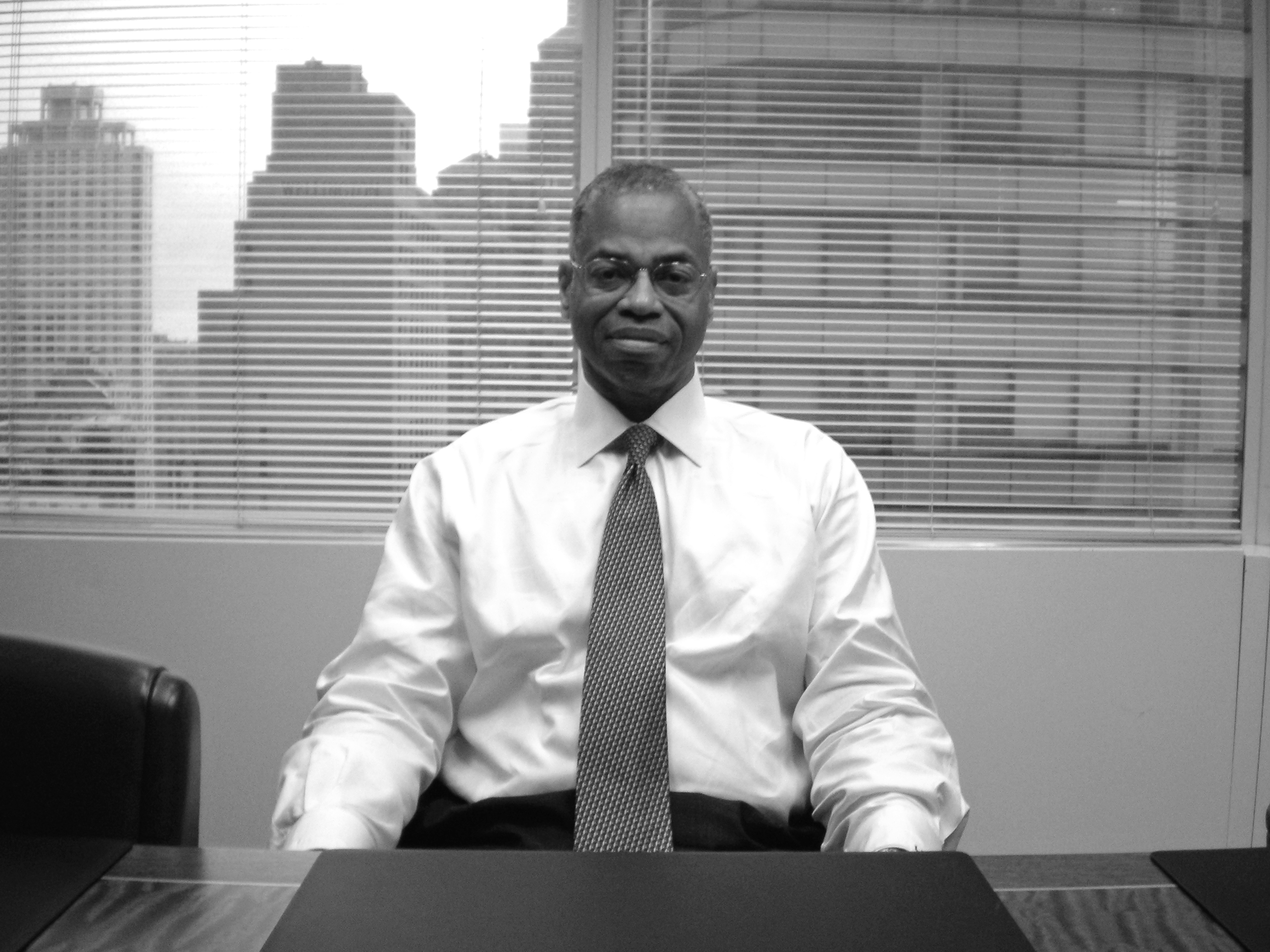
Len Elmore, la 13.ª elección.

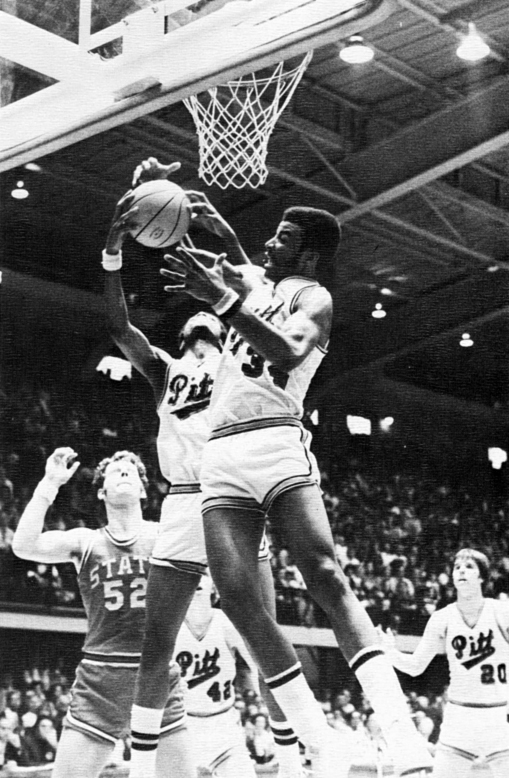
Billy Knight, la 21ª elección.

| Ronda | Pick | Jugador             | Pos. | Nacionalidad   | Equipo                                                    | Universidad/equipo           |
| ----- | ---- | ------------------- | ---- | -------------- | --------------------------------------------------------- | ---------------------------- |
| 1     | 1    | Bill Walton         | F/C  | Estados Unidos | Portland Trail Blazers                                    | UCLA (Sr.)                   |
| 1     | 2    | Marvin Barnes       | F/C  | Estados Unidos | Philadelphia 76ers                                        | Providence (Sr.)             |
| 1     | 3    | Tommy Burleson      | C    | Estados Unidos | Seattle SuperSonics (desde Cleveland)                     | North Carolina State (Sr.)   |
| 1     | 4    | John Shumate        | F/C  | Estados Unidos | Phoenix Suns                                              | Notre Dame (Sr.)             |
| 1     | 5    | Bobby Jones         | F    | Estados Unidos | Houston Rockets                                           | North Carolina (Sr.)         |
| 1     | 6    | Scott Wedman        | G/F  | Estados Unidos | Kansas City-Omaha Kings                                   | Colorado (Sr.)               |
| 1     | 7    | Tom Henderson       | G    | Estados Unidos | Atlanta Hawks                                             | Hawaii (Sr.)                 |
| 1     | 8    | Campy Russell       | F    | Estados Unidos | Cleveland Cavaliers (desde Seattle)                       | Michigan (Jr.)               |
| 1     | 9    | Tom McMillen        | F/C  | Estados Unidos | Buffalo Braves                                            | Maryland (Sr.)               |
| 1     | 10   | Mike Sojourner      | F/C  | Estados Unidos | Atlanta Hawks (desde New Orleans)                         | Utah (So.)                   |
| 1     | 11   | Jamaal Wilkes       | G/F  | Estados Unidos | Golden State Warriors                                     | UCLA (Sr.)                   |
| 1     | 12   | Brian Winters       | G/F  | Estados Unidos | Los Angeles Lakers                                        | South Carolina (Sr.)         |
| 1     | 13   | Len Elmore          | F/C  | Estados Unidos | Washington Bullets                                        | Maryland (Sr.)               |
| 1     | 14   | Maurice Lucas       | F/C  | Estados Unidos | Chicago Bulls (desde New York)                            | Marquette (Jr.)              |
| 1     | 15   | Al Eberhard         | F    | Estados Unidos | Detroit Pistons                                           | Missouri (Sr.)               |
| 1     | 16   | Cliff Pondexter     | F/C  | Estados Unidos | Chicago Bulls                                             | Long Beach State (Fr.)       |
| 1     | 17   | Glenn McDonald      | G/F  | Estados Unidos | Boston Celtics                                            | Long Beach State (Sr.)       |
| 1     | 18   | Gary Brokaw         | G    | Estados Unidos | Milwaukee Bucks                                           | Notre Dame (Jr.)             |
| 2     | 19   | Don Smith           | G    | Estados Unidos | Philadelphia 76ers                                        | Dayton (Sr.)                 |
| 2     | 20   | Jan van Breda Kolff | G/F  | Estados Unidos | Portland Trail Blazers                                    | Vanderbilt (Sr.)             |
| 2     | 21   | Billy Knight        | G/F  | Estados Unidos | Los Angeles Lakers (desde Cleveland)                      | Pittsburgh (Sr.)             |
| 2     | 22   | Truck Robinson      | F/C  | Estados Unidos | Washington Bullets (desde Phoenix vía Los Ángeles)        | Tennessee State (Sr.)        |
| 2     | 23   | Gus Bailey          | G/F  | Estados Unidos | Houston Rockets                                           | Texas-El Paso (Sr.)          |
| 2     | 24   | Len Kosmalski       | C    | Estados Unidos | Kansas City-Omaha Kings                                   | Tennessee (Sr.)              |
| 2     | 25   | John Drew           | G/F  | Estados Unidos | Atlanta Hawks                                             | Gardner–Webb (Jr.)           |
| 2     | 26   | Leonard Gray        | F    | Estados Unidos | Seattle SuperSonics                                       | Long Beach State (Sr.)       |
| 2     | 27   | Leon Benbow         | G    | Estados Unidos | Chicago Bulls (desde Buffalo)                             | Jacksonville (Sr.)           |
| 2     | 28   | Aaron James         | F    | Estados Unidos | New Orleans Jazz                                          | Grambling(Sr.)               |
| 2     | 29   | Phil Smith          | G    | Estados Unidos | Golden State Warriors                                     | San Francisco (Sr.)          |
| 2     | 30   | Dennis DuVal        | G    | Estados Unidos | Washington Bullets                                        | Syracuse (Sr.)               |
| 2     | 31   | Fred Saunders       | F    | Estados Unidos | Phoenix Suns (desde Los Ángeles)                          | Syracuse (Sr.)               |
| 2     | 32   | Jesse Dark          | G    | Estados Unidos | New York Knicks                                           | Virginia Commonwealth (Sr.)  |
| 2     | 33   | Eric Money          | G    | Estados Unidos | Detroit Pistons                                           | Arizona (So.)                |
| 2     | 34   | Phil Lumpkin        | G    | Estados Unidos | Portland Trail Blazers (desde Chicago)                    | Miami (Ohio) (Sr.)           |
| 2     | 35   | Kevin Stacom        | G    | Estados Unidos | Boston Celtics                                            | Providence (Sr.)             |
| 2     | 36   | Rubin Collins       | G    | Estados Unidos | Portland Trail Blazers (desde Milwaukee vía Philadelphia) | Maryland-Eastern Shore (Jr.) |

## Otras elecciones
La siguiente lista incluye otras elecciones de draft que han aparecido en al menos un partido de la NBA.

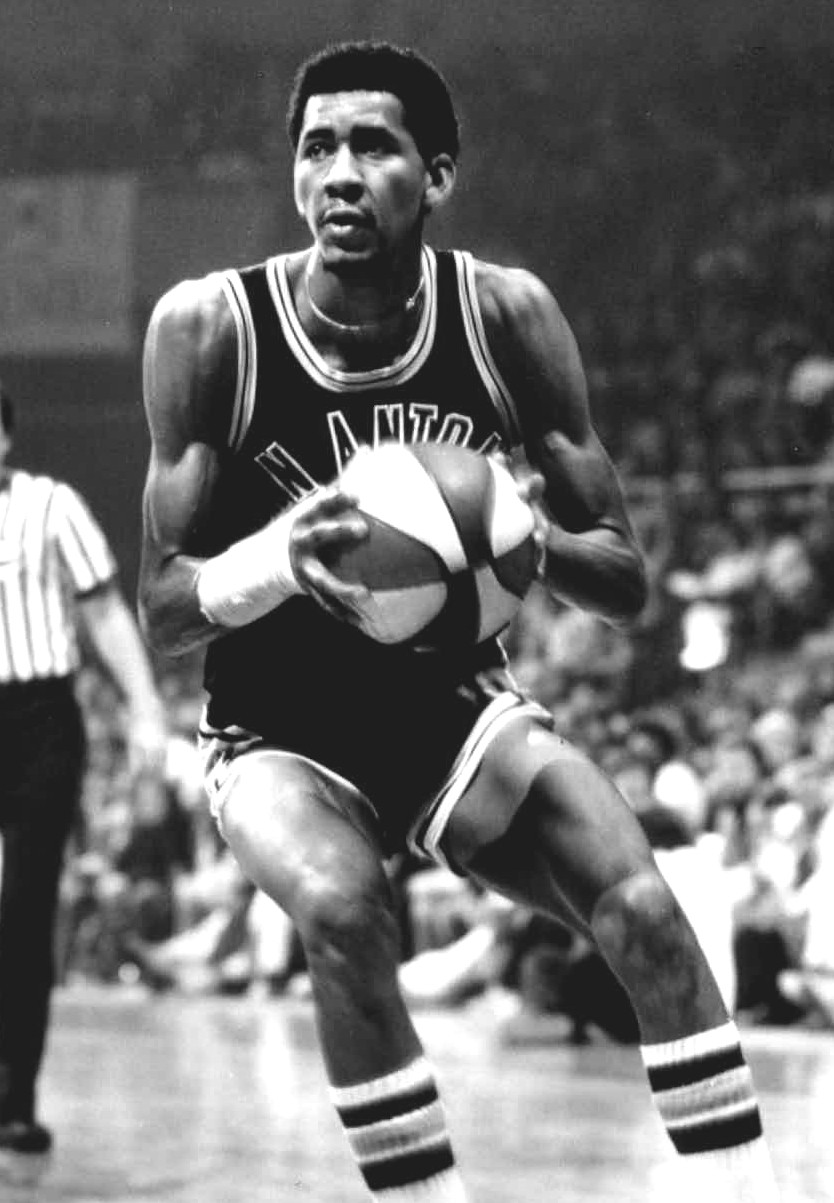
George Gervin fue seleccionado en la 40.ª elección.

| Ronda | Pick | Jugador           | Pos. | Nacionalidad   | Equipo                                       | Universidad/equipo            |
| ----- | ---- | ----------------- | ---- | -------------- | -------------------------------------------- | ----------------------------- |
| 3     | 37   | Coniel Norman     | G    | Estados Unidos | Philadelphia 76ers                           | Arizona (So.)                 |
| 3     | 38   | Foots Walker      | G    | Estados Unidos | Cleveland Cavaliers (desde Portland)         | West Georgia (Sr.)            |
| 3     | 39   | Kevin Restani     | F/C  | Estados Unidos | Cleveland Cavaliers                          | San Francisco (Sr.)           |
| 3     | 40   | George Gervin     | G/F  | Estados Unidos | Phoenix Suns                                 | Virginia Squires (ABA)        |
| 3     | 42   | Harvey Catchings  | F/C  | Estados Unidos | Philadelphia 76ers (desde Kansas City-Omaha) | Hardin–Simmons (Sr.)          |
| 3     | 43   | Darrell Elston    | G    | Estados Unidos | Atlanta Hawks                                | North Carolina (Sr.)          |
| 3     | 44   | Tal Skinner       | G/F  | Estados Unidos | Seattle SuperSonics                          | Maryland-Eastern Shore (Sr.)  |
| 3     | 45   | Kim Hughes        | C    | Estados Unidos | Buffalo Braves                               | Wisconsin (Sr.)               |
| 3     | 47   | Frank Kendrick    | F    | Estados Unidos | Golden State Warriors                        | Purdue (Sr.)                  |
| 3     | 49   | Earl Williams     | F/C  | Estados Unidos | Phoenix Suns (desde Washington)              | Winston-Salem State (Sr.)     |
| 3     | 52   | Bobby Wilson      | G    | Estados Unidos | Chicago Bulls                                | Wichita State (Sr.)           |
| 4     | 56   | Mickey Johnson    | F    | Estados Unidos | Portland Trail Blazers                       | Aurora (Sr.)                  |
| 4     | 63   | Bernie Harris     | F    | Estados Unidos | Buffalo Braves                               | Virginia Commonwealth (Sr.)   |
| 4     | 61   | Eddie Palubinskas | G    | Australia      | Atlanta Hawks                                | Universidad de Luisiana (Sr.) |
| 4     | 66   | Stan Washington   | G    | Estados Unidos | Washington Bullets                           | San Diego State (Sr.)         |
| 5     | 77   | Owen Wells        | F    | Estados Unidos | Houston Rockets                              | Detroit(Sr.)                  |
| 5     | 80   | Dean Tolson       | F    | Estados Unidos | Seattle SuperSonics                          | Arkansas (Sr.)                |
| 5     | 82   | Ed Searcy         | F    | Estados Unidos | New Orleans Jazz                             | St. John's (Sr.)              |
| 5     | 86   | Greg Jackson      | G    | Estados Unidos | New York Knicks                              | Guilford (Sr.)                |
| 5     | 89   | Ben Clyde         | F    | Estados Unidos | Boston Celtics                               | Florida State (Sr.)           |
| 6     | 92   | Dan E. Anderson   | G    | Estados Unidos | Portland Trail Blazers                       | USC (Sr.)                     |
| 6     | 98   | Wardell Jackson   | F    | Estados Unidos | Seattle SuperSonics                          | Ohio State (Sr.)              |
| 7     | 115  | Greg Lee          | G    | Estados Unidos | Atlanta Hawks                                | UCLA (Sr.)                    |
| 9     | 145  | Perry Warbington  | G    | Estados Unidos | Philadelphia 76ers                           | Georgia Southern (Sr.)        |
| 9     | 154  | Ken Boyd          | F    | Estados Unidos | New Orleans Jazz                             | Boston University (Sr.)       |
| 9     | 160  | Al Skinner        | G    | Estados Unidos | Boston Celtics                               | Massachusetts (Sr.)           |
| 10    | 169  | Rod Derline       | G    | Estados Unidos | Seattle SuperSonics                          | Seattle (Sr.)                 |
| 10    | 175  | Bill Ligon        | G    | Estados Unidos | Detroit Pistons                              | Vanderbilt (Sr.)              |

## Traspasos
1. 1 2
2. ↑  El 20 de mayo de 1974, Atlanta Hawks adquirió a Bob Kauffman, Dean Meminger, la décima elección, una elección de primera ronda de 1975, elecciones de segunda ronda de 1975 y 1976, y una elección de tercera ronda de 1980 de New Orleans Jazz a cambio de Pete Maravich.[26] Los Hawks utilizaron esta elección de draft para seleccionar a Mike Sojourner.
3. ↑  El día del draft, Chicago Bulls adquirió una elección de primera ronda de New York Knicks a cambio de Howard Porter and a 1975 second-round pick.[27] Los Bulls utilizaron esta elección de draft para seleccionar a Maurice Lucas.
4. ↑  El 31 de agosto de 1972, Los Angeles Lakers adquirió una elección de segunda ronda de Cleveland Cavaliers a cambio de Jim Cleamons.[28] Los Lakers utilizaron esta elección de draft para seleccionar a Billy Knight.
5. ↑  El 23 de agosto de 1973, Washington Bullets (conocido como Capital Bullets) adquirió una elección de segunda ronda de Los Angeles Lakers a cambio de Stan Love.[29] Previamente, los Lakers adquirieron la elección el 19 de septiembre de 1972 de Phoenix Suns a cambio de Paul Stovall.[30] Los Bullets utilizaron esta elección de draft para seleccionar a Truck Robinson.
6. ↑  El 10 de septiembre de 1973, Chicago Bulls adquirió a John Hummer y una elección de segunda ronda de Buffalo Braves a cambio de Gar Heard, Kevin Kunnert y una elección de primera ronda de 1975.[31] Los Bulls utilizaron esta elección de draft para seleccionar a Leon Benbow.
7. ↑  El 30 de octubre de 1973, Phoenix Suns adquirió a Keith Erickson y una elección de segunda ronda de Los Angeles Lakers a cambio de Connie Hawkins.[32] Los Suns utilizaron esta elección de draft para seleccionar a Fred Saunders.
8. ↑  El 14 de octubre de 1973, Portland Trail Blazers adquirió una elección de segunda ronda de Chicago Bulls a cambio de Rick Adelman.[33] Los Blazers utilizaron esta elección de draft para seleccionar a Phil Lumpkin.
9. ↑  El 11 de septiembre de 1972, Portland Trail Blazers adquirió una elección de segunda ronda de Philadelphia 76ers como compensación por el fichaje de Gary Gregor como agente libre.[34] Previamente, los 76ers adquirieron la elección y una futura compensación (los 76ers adquirieron a John Block el 28 de julio de 1972) el 13 de diciembre de 1971 de Milwaukee Bucks a cambio de Wali Jones.[30] Los Blazers utilizaron esta elección de draft para seleccionar a Rubin Collins.
10. ↑  El 24 de octubre de 1972, Cleveland Cavaliers adquirió una elección de tercera ronda de Portland Trail Blazers a cambio de Charlie Davis.[35] Los Cavaliers utilizaron esta elección de draft para seleccionar a Foots Walker.
11. ↑  El 26 de enero de 1973, Philadelphia 76ers adquirió a Tom Van Arsdale y una elección de tercera ronda de Kansas City-Omaha Kings a cambio de John Block.[36] Los 76ers utilizaron esta elección de draft para seleccionar a Harvey Catchings.
12. ↑  El 9 de octubre de 1973, Phoenix Suns adquirió las elecciones de tercera ronda de 1974 y 1975 de Washington Bullets (conocido como Capital Bullets) a cambio de Walt Wesley.[37] Los Suns utilizaron esta elección de draft para seleccionar a Earl Williams.